# Episodi di Benson (seconda stagione)
La seconda stagione della serie televisiva Benson è stata trasmessa in anteprima negli Stati Uniti d'America dalla ABC tra il 31 ottobre 1980 e il 22 maggio 1981.
| nº | Titolo originale          | Titolo italiano | Prima TV USA     | Prima TV Italia |
| -- | ------------------------- | --------------- | ---------------- | --------------- |
| 1  | Thick as Thieves          |                 | 31 ottobre 1980  |                 |
| 2  | Benson in the Hospital    |                 | 7 novembre 1980  |                 |
| 3  | Fool's Gold               |                 | 14 novembre 1980 |                 |
| 4  | Masquerade                |                 | 21 novembre 1980 |                 |
| 5  | First Lady                |                 | 28 novembre 1980 |                 |
| 6  | Citizen Kraus             |                 | 12 dicembre 1980 |                 |
| 7  | Benson's Groupie          |                 | 19 dicembre 1980 |                 |
| 8  | In High Places            |                 | 9 gennaio 1981   |                 |
| 9  | Old School Ties           |                 | 16 gennaio 1981  |                 |
| 10 | The Apartment             |                 | 23 gennaio 1981  |                 |
| 11 | Big Buddy                 |                 | 6 febbraio 1981  |                 |
| 12 | Fireside Chat             |                 | 13 febbraio 1981 |                 |
| 13 | Marcy's Wedding           |                 | 20 febbraio 1981 |                 |
| 14 | Rivals                    |                 | 27 febbraio 1981 |                 |
| 15 | No Sad Songs              |                 | 6 marzo 1981     |                 |
| 16 | Clayton, Go Home          |                 | 13 marzo 1981    |                 |
| 17 | Easy Kid Stuff            |                 | 20 marzo 1981    |                 |
| 18 | Homework                  |                 | 3 aprile 1981    |                 |
| 19 | Handwriting on the Wall   |                 | 10 aprile 1981   |                 |
| 20 | The Governor's House Call |                 | 8 maggio 1981    |                 |
| 21 | All Shook Up              |                 | 15 maggio 1981   |                 |
| 22 | Lifesaver                 |                 | 22 maggio 1981   |                 |